# Orthonecroscia dux
Orthonecroscia dux är en insektsart som först beskrevs av Ludwig Redtenbacher 1908.  Orthonecroscia dux ingår i släktet Orthonecroscia och familjen Diapheromeridae. Inga underarter finns listade i Catalogue of Life.